# Telegram Sam
«Telegram Sam» es una canción del grupo británico de glam rock T. Rex, lanzado en enero de 1972 como el primer sencillo del disco The Slider del mismo año. Fue escrita por Marc Bolan y se grabó en los estudios Chateau d'Hérouville en las afueras de París en Francia. Obtuvo el primer puesto en la lista UK Singles Chart del Reino Unido.
El tema hace referencia al contador Sam Alder, quién envió un telegrama a Bolan indicándole que su sencillo «Get It On» obtuvo el primer puesto en el Reino Unido. Este contador y como dato, ha trabajado con King Crimson y Roxy Music.

## Lista de canciones
| N.º | Título                  | Duración |  |
| 1.  | «Telegram Sam»          | 3:45     |  |
| 2.  | «Cadillac/Baby Strange» | 3:03     |  |

## Posicionamiento en listas
| País           | Lista                    | Máxima posición |
| -------------- | ------------------------ | --------------- |
| Reino Unido    | UK Singles Chart         | 1               |
| Irlanda        | Irish Singles Chart      | 1               |
| Suiza          | Swiss Singles Chart      | 4               |
| Alemania       | German Singles Chart     | 5               |
| Noruega        | Norwegian Singles Chart  | 6               |
| Francia        | French Singles Chart     | 8               |
| Australia      | Australian Singles Chart | 20              |
| Bélgica        | Ultratop 40 Singles      | 28              |
| Estados Unidos | Billboard Hot 100        | 67              |

| Lista anual (1972) | Lista anual (1972)    | Lista anual (1972) |
| País               | Lista                 | Máxima posición    |
| ------------------ | --------------------- | ------------------ |
| Italia             | Italian Singles Chart | 81                 |

| Lista fin de la década | Lista fin de la década | Lista fin de la década |
| País                   | Lista                  | Máxima posición        |
| ---------------------- | ---------------------- | ---------------------- |
| Alemania               | German Singles Chart   | 387                    |

## Músicos
- Marc Bolan: voz y guitarra eléctrica
- Mickey Finn: bongos, congos
- Steve Currie: bajo
- Bill Legend: batería
- Mark Volman y Howard Kaylan: coros

## Versión de Bauhaus
Una versión de «Telegram Sam» se publicó como el cuarto disco sencillo en el Reino Unido de la banda inglesa de post-punk Bauhaus en 1980 en disco de vinilo de 7 y 12 pulgadas; nunca apareció en CD.
En su versión de 12 pulgadas aparece además una canción de John Cale.

### Listado de canciones
7 pulgadas
| Lado A |                |          |  |
| N.º    | Título         | Duración |  |
| 1.     | «Telegram Sam» | 2:08     |  |

| Lado B |          |          |  |
| N.º    | Título   | Duración |  |
| 1.     | «Crowds» | 3:13     |  |

12 pulgadas
| Lado A |                |          |  |
| N.º    | Título         | Duración |  |
| 1.     | «Telegram Sam» | 2:08     |  |

| Lado B |                               |          |  |
| N.º    | Título                        | Duración |  |
| 1.     | «Rosegarden Funeral of Sores» | 5:31     |  |
| 2.     | «Crowds»                      | 3:13     |  |